# Apocalypse: WWII
Apocalypse: WWII (Frans: Apocalypse, la 2e Guerre mondiale) (2009) is een zesdelige Franse documentaire door Daniel Costelle en Isabelle Clarke over de Tweede Wereldoorlog. De muziek van de documentaire is gecomponeerd door Kenji Kawai.
De documentaire bevat uitsluitend werkelijke gefilmde beelden van de oorlog, samengesteld door oorlog-correspondenten, soldaten, verzetsstrijders en burgers. De serie is te zien in kleur. De originele zwart-witbeelden uit die tijd, zijn volledig ingekleurd, met uitzondering van een aantal originele beelden, die destijds al in kleur werden gefilmd. De enige uitzondering hierop zijn (de meeste) Holocaust scènes, die worden gepresenteerd in de originele zwart-witbeelden.
De documentaire beslaat tevens een serie portretten van de belangrijkste leiders van de Tweede Wereldoorlog.

## Afleveringen (Engelstalige versie)
1. Aggression (1933–1939): De opkomst van Nazi-Duitsland.
2. Crushing Defeat (1939–1940): De escalatie van de oorlog binnen Europa.
3. Shock (1940–1941): De uitbreiding van de oorlog, met o.a. het Duitse offensief in Noord-Afrika en de Sovjet-Unie en de onderzeebotenoorlog.
4. World Ablaze (1941–1942): Verdere uitbreiding van de oorlog, met o.a. de geleidelijke opmars van de Duitsers op Russisch grondgebied en het Japanse offensief.
5. The Great Landings/The Noose (1942–1943): De eerste tegenslagen van de asmogendheden, met o.a. de slag om Stalingrad.
6. Inferno (1944–1945): Het naderen van het einde van de oorlog.